# 프리랜서스
《프리랜서스》(Freelancers)는 미국에서 제작된 제시 터레로 감독의 2012년 범죄 액션 영화이다. 50 센트, 포리스트 휘터커, 로버트 드니로 등이 출연하였다. 2012년 8월 10일 로스앤젤레스와 뉴욕 일부 관에서만 제한 개봉하였으며 동시에 VOD로도 유통되었다. 8월 21일 DVD와 블루레이가 출시되었다.

## 줄거리
차안에서 불에 타 사망한 뉴욕 경찰국 경찰관의 아들 조너스 "말로"는 절친 둘과 경찰 대학에 입학한다. 졸업 후 말로는 아버지의 전 파트너 조 사콘 경감 밑에 들어가 독자 행동을 하는 부패 경찰들로 구성된 기동 부대에서 일하게 된다.
어느 날 말로는 아버지가 실은 조 사콘에게 살해 당했다는 걸 알게 되는데...

## 출연
- 커티스 "50 센트" 잭슨 - 조너스 "말로" 말더나도 역
- 포리스트 휘터커 - 데니스 루루 경위 역
- 로버트 드니로 - 조 사콘 경감 역
- 맷 제럴드 - 빌리 모리슨 역
- 보 개릿 - 조이 역
- 맬컴 굿윈 - A.D. 밸번 역
- 라이언 오넌 - 루커스 역
- 로버트 위즈덤 - 테런스 버크 역
- 데이나 딜레이니 - 리디아 베키오 역
- 비니 존스 - 설리 역
- 페드로 아르멘다리스 주니어 - 게이브리얼 바에즈 역
- 마이클 맥그레이디 - 로버트 주드 역
- 안드레이 로이오 - 대니얼 말더나도 역
- 제프 체이스 - 앤지 역
- 아나벨 아코스타 - 신 역